# Nate Ruess
Nathaniel Joseph "Nate" Ruess (Iowa City; 26 de febrero de 1982) es un cantautor estadounidense de género indie/indie rock. Es exvocalista de la banda The Format y de la banda Fun.

## Primeros años
Es el menor de dos hermanos. En 1986, su familia se trasladó a una granja en Glendale, Arizona, debido a los repetidos ataques de neumonía que enfrentaba Nate cuando era niño.
Su tío, John Ruess, era un intérprete en Broadway y sirvió como una influencia para sus aventuras musicales.
Ruess asistió a la Deer Valley High School y se graduó en 2000. Se unió a bandas de punk en la escuela secundaria (Nevergonnascore, This Past Year) y al graduarse decidió dedicarse a la música. En una entrevista con American Songwriter dijo "Yo no soy nadie para tomar clases, así que decidí que la única manera con la que iba a aprender a cantar, si lo que decían era cierto, era ir en mi coche y poner en cualquier tipo de música de un cantante que podría ser muy difícil de imitar, encenderlo tan alto como sea posible y tratar de disfrutar todas las notas". Tomó un trabajo en un bufete de abogados como una forma de ganarse la vida y poder dedicarse a sus ambiciones musicales.
Circa 1998, Ruess fue el vocalista de Nevergonnascore quienes lanzaron un EP, The Byron Sessions. La banda tocaba regularmente en el Teatro Nilo en Mesa, Arizona.
En 2001, a la edad de 19 años, se puso en marcha la banda The Format con su mejor amigo de siempre, Sam Means. The Format fue su primer proyecto musical para ganar la atención general.

## Carrera

### The Format: 2001 - 2008
Después de su formación en 2001, The Format dio a conocer un demo, titulado EP, lo que generó interés local y llevó a la banda a firmar con Elektra Records en 2002. Lanzaron su primer álbum de estudio, Interventions + Lullabies, el 21 de octubre de 2003. La base de fanes de la banda comenzó a crecer. The Format lanzó su segundo demo, Snails con Atlantic Records en abril de 2005. Sin embargo, mientras trabajaban en su segundo álbum Dog Problems fueron retirados de Atlantic. Con el tiempo crearon su propio sello discográfico, The Vanity Label, y lanzaron el álbum el 11 de julio de 2006. El 4 de febrero de 2008, Ruess anunció por medio del blog de la banda que The Format podría no hacer otro álbum.

"Acabamos de declarar que no volveremos a hacer un nuevo álbum de The Format. Por favor, comprendan que fue una decisión difícil y estamos igual de molestos al respecto. Si bien aceptamos que habrán falsas especulaciones en cuanto al porqué, entiendan que Sam y yo permanecemos muy cerca y de hecho todavía estamos pasando la caja de un lado a otro Twin Peaks en un intento de averiguar quién realmente mató a Laura Palmer. También queremos dar las gracias a los chicos de The Format, especialmente a Mike, Don y Marko, que sin ellos, tal vez nada de esto hubiera sido realizado. Nos proponemos apoyar sus talentos musicales y lo que sea que decidan hacer. Y por último, queremos agradecer a los fans que hicieron de estos los mejores cinco años de nuestras vidas."

### 2014-2020
El 5 de febrero de 2015, Fun. publicó una carta en su sitio web oficial como una nota a sus fanes sobre el estado de la banda. La banda escribió "Fun. no se está separando" sin embargo resaltaron estar dándole prioridad a sus proyectos individuales "Actualmente Nate está trabajando en su primer álbum en solitario, Andrew está trabajando con películas, y Jack está de gira y trabajando en la música de Bleachers. Nosotros tres siempre hemos seguido la inspiración dondequiera que nos conduce. A veces esa inspiración conduce a la música de Fun., a veces conduce a los esfuerzos musicales fuera de Fun."
En una entrevista con Rolling Stone, Ruess añadió: "Te sientes un poco egoísta por las canciones que escribes, y es muy difícil hacerlo en un ambiente de grupo, donde hay otras dos personas, y tienes que pensar en las demás sentimientos, estoy escribiendo y cantando estas canciones sobre mí mismo Cuando trabajas con productores y compañeros de banda, esa línea se vuelve mucho menos borrosa."
Además de su álbum en solitario, Ruess fue invitado a participar en el álbum de Brian Wilson, No Pier Pressure. Wilson, quien cofundó a los Beach Boys, comparó la voz de Ruess con su difunto hermano y excompañero de banda Carl Wilson. Ruess entonces contribuyó como vocal invitado al lanzamiento de 2015 de su frecuente colaborador Emile Haynie, We Fall. Ruess lanzó entonces el primer sencillo de su álbum de debut, titulado Nothing Without Love, que fue enviado a la radio alternativa el 23 de febrero de 2015.

## Vida personal
Ruess comenzó a salir con la diseñadora Charlotte Ronson en marzo de 2014. Se casaron en octubre de 2017. Su primer hijo, un varón, nació en enero de 2017. Su hija nació en marzo de 2019. La familia reside en Santa Bárbara, California.

## Discografía
Como solista

### Álbumes
- Grand Romantic (2015)

### Sencillos
- «Nothing Without Love» (2015)
- «AhHa» (2015)
- «Great Big Storm» (2015)
- «What This World Is Coming To (con Beck (músico))» (2015)
- «Moment» (2015)

### Colaboraciones
| Título                                                                                    | Año                                 | Puestos en las listas de pico | Puestos en las listas de pico | Puestos en las listas de pico | Puestos en las listas de pico | Puestos en las listas de pico | Puestos en las listas de pico | Puestos en las listas de pico | Puestos en las listas de pico | Puestos en las listas de pico | Puestos en las listas de pico | Certificaciones                                                                | Álbum                     |                            |
| Título                                                                                    | Año                                 | EUA                           | AUS                           | AUT                           | CAN                           | FRA                           | ALE                           | IRL                           | HOL                           | NZ                            | UK                            | Certificaciones                                                                | Álbum                     |                            |
| ----------------------------------------------------------------------------------------- | ----------------------------------- | ----------------------------- | ----------------------------- | ----------------------------- | ----------------------------- | ----------------------------- | ----------------------------- | ----------------------------- | ----------------------------- | ----------------------------- | ----------------------------- | ------------------------------------------------------------------------------ | ------------------------- | -------------------------- |
| "It's For The Best" (Straylight Run con Nate Ruess)                                       | 2004                                | —                             | —                             | —                             | —                             | —                             | —                             | —                             | —                             | —                             | —                             |                                                                                | Straylight Run            |                            |
| "Holy Horseshit, Batman                                                                   | " (Gym Class Heroes con Nate Ruess) | 2011                          | —                             | —                             | —                             | —                             | —                             | —                             | —                             | —                             | —                             | —                                                                              |                           | The Papercut Chronicles II |
| "Only Love" (Anthony Green con Nate Ruess)                                                | 2012                                | —                             | —                             | —                             | —                             | —                             | —                             | —                             | —                             | —                             | —                             |                                                                                | Beautiful Things          |                            |
| "Just Give Me a Reason" (P!nk con Nate Ruess)                                             | 2013                                | 1                             | 1                             | 1                             | 1                             | 4                             | 1                             | 1                             | 1                             | 1                             | 2                             | - EUA: 2× Platino - AUS: 5× Platino - CAN: Oro - ALE: Platino - NZ: 3× Platino | The Truth About Love      |                            |
| "Headlights" (Eminem con Nate Ruess)                                                      | 2013                                | 45                            | 21                            | —                             | 54                            | —                             | —                             | 60                            | —                             | —                             | 91                            | - AUS: Oro                                                                     | The Marshall Mathers LP 2 |                            |
| "—" denota las canciones que no fueron liberadas en ese país o no estuvieron en el chart. |                                     |                               |                               |                               |                               |                               |                               |                               |                               |                               |                               |                                                                                |                           |                            |

En 2014 ayudó a la cantante inglesa Ellie Goulding en la escritura de la canción Goodness Gracious.